# خانه یزدان‌شناس
منزل یزدان شناس مربوط به دوره معاصر است و در ایرانشهر، ضلع شمالی خیابان امام خمینی (ره) واقع شده و این اثر در تاریخ ۱۱ دی ۱۳۸۰ با شمارهٔ ثبت ۴۵۹۵ به‌عنوان یکی از آثار ملی ایران به ثبت رسیده است.